# Upazila (Bangladesh)
Upazila

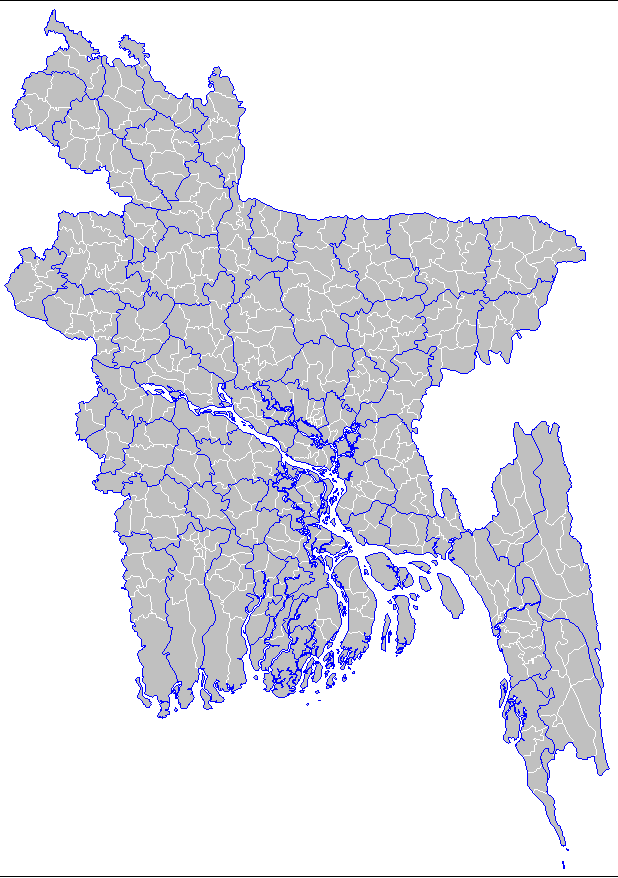
Upazilas do Bangladesh, divisão por linhas brancas

Upazila (em bengali:  উপজেলা pronúncia: upôjela), anteriormente chamada thana, é uma subunidade constitutiva de cada um dos distritos de Bangladesh. É o segundo menor nível de subdivisão administrativa do país.  Na atualidade (dezembro de 2017), Bangladesh tem  492 upazila .
A estrutura  administrativa do país compõe-se de divisões (8), distritos (64), upazila  e concelhos rurais (union parishads). Esse sistema de  descentralização da administração territorial foi introduzido pelo ex-Presidente do Bangladesh, Tenente-General Hossain Mohammad Ershad, num esforço para aumentar a autonomia local.